# سیارک ۶۰۶

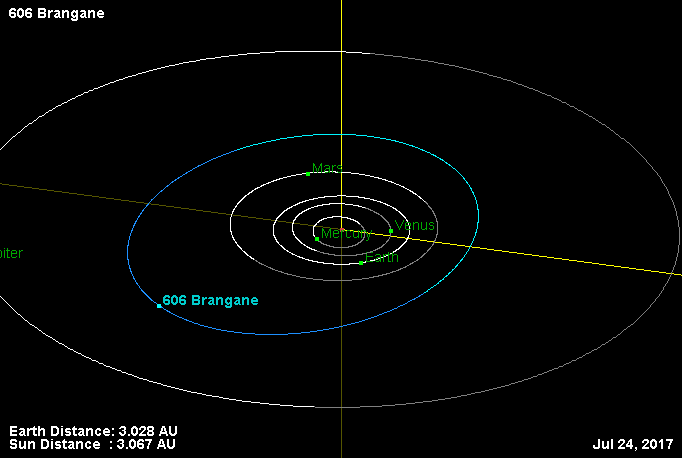
سیارک ۶۰۶

سیارک ۶۰۶ (به انگلیسی: 606 Brangane، نامگذاری:1906VB) ششصد و ششمین سیارک کشف شده‌است که در ۱۸ سپتامبر ۱۹۰۶ و در هایدلبرگ کشف شد.
قدر مطلق سیارک برابر ۱۰٫۳۸ است.